# Пески Петербурга
«Пески Петербурга» — девятый «естественный» альбом группы «Аквариум», состоящий в основном из песен 1975—1986 годов, записанных в 1993.

## История создания
Когда осенью 1992 года у «Аквариума» появилась собственная студия на Фонтанке, 39, у группы возникла идея в свободное от записи альбома «Любимые песни Рамзеса IV» время воссоздать некоторые песни, написанные Гребенщиковым в конце 70-х — начале 80-х годов. Большинство тогдашних песен уже были включены в альбомы «Все братья — сёстры» и «Акустика», но многие из них остались незаписанными. И было принято решение продлить им жизнь в «параллельном прошлом».

Эксперимент по продлению этого состава в прошлое — что было бы, если бы всё, что есть сейчас, было бы тогда. Песни написаны в 75—86 гг., собрались в моей голове (и частично дописаны) в Иерусалиме за чтением путеводителя по Волге 1907 года издания, записаны Аквариумом в 1993. Альбом вполне мог бы и не появиться: было непонятно, стоит ли воскрешать песни, давно пропавшие из жизни.
— Гребенщиков Б. Б. Краткий отчёт о 16-ти годах звукозаписи.
Альбом записывался параллельно с такими проектами, как «Чубчик», «Песни Александра Вертинского» и «Библиотека Вавилона. История Аквариума — Том 4» звукорежиссёрами Алексеем Раценом, Александром Мартисовым и звукоинженером Вадиком.
На обложке написано следующее:

Мы благодарим Санкт-Петербургский Центр Сатьи Сай Бабы за любезно предоставленные ситар и тамбуру, а также А. Презенсера (ркан-линг) и неизвестную крестьянку из Ладага (Тибет). Альбом записан А. Мартисовым на Фонтанке, 39. При записи использованы забытые ныне приёмы обработки звука. Во благо всем разумным существам. Обложку делали Виталий Вальге и Борис Гребенщиков.

Альбом был выпущен студией «Триарий» на кассетах, компакт-дисках и грампластинках.

## Участники записи
- БГ — гитары, голос, губная гармоника, тампура
- Александр Титов — бас
- Андрей Вихарев — бубны, шейкеры, таблы, колокольцы
- Алексей Рацен — барабаны
- Олег Сакмаров (Дед Василий) — клавиши, английский рожок (3), кларнет (7), металлофон, гармониум (10), флейта (9), раковина (10)
- Алексей Зубарев — эл. гитара, ак. гитара, ситар, клавиши (аранжировка 3), стик, мандолины, металлофон
- Сергей Щураков — аккордеон

## Список композиций
Музыка и текст во всех песнях — БГ, кроме специально отмеченной
1. Я не хотел бы быть тобой в тот день (4:12)
2. Песня № 2 (3:39)
3. Зачем? (2:09) (Б. Гребенщиков — А. «Джордж» Гуницкий)
4. День первый (3:07)
5. Будь для меня как банка (2:49)
6. Сельские леди и джентльмены (4:28)
7. Трачу своё время (2:54)
8. Мне хотелось бы видеть тебя (3:11)
9. Дядюшка Томпсон (3:13)
10. Юрьев день (7:26)

### Бонус-треки
Присутствуют на диске «Антология — XIV. Пески Петербурга»
1. Пески Петербурга (3:47)
2. Я хотел петь (2:41)
3. Они назовут это блюз (3:05)
4. Ей не нравится (То, что принимаю я) (2:58)

## Переиздания
- 2003 год — альбом переиздан на CD в рамках проекта «Антология». В этом издании добавлены бонус-треки. Если сравнивать это переиздание с изначальным, то можно отметить явное отличие версий песен «Я не хотел бы быть тобой в тот день» и «Трачу своё время» от первоначального.

## Факты
- «Песня № 2» посвящена А. Макаревичу. Появилась после выхода фильма «Душа»[3]. Выходила на сборнике «M.C.I.» и как бонус-трек к переизданию альбома «Ихтиология».
- Песня «Зачем?» входила в концертный альбом «БГ (стихи, песни)».
- Песня «Трачу своё время» входила в концертные альбомы «Аквариум на Таганке» и «Молитва и пост».
- Песня «Мне хотелось бы видеть тебя» в сольном исполнении БГ была включена, как бонус-трек, в переиздание альбома «Ихтиология».
- Пробные записи песни «Дядюшка Томпсон» для альбома «Феодализм» велись ещё в 1989 году. В альбомном варианте в конце этой песни через мегафон из Тибетской Книги Мёртвых читается следующий текст: «О, благороднорождённый, до сегодняшнего дня Божества Пяти Родов появлялись перед тобой одно за другим, и ты был наставляем о встрече с Реальностью; но под влиянием дурных пристрастий испугался и устрашился их и до сих пор находишься здесь»[4].
- Единственная новая песня в альбоме — «Юрьев День», она была дописана из двух строчек, сохранившихся с 1977 года[2].
- Бонус-треки:
  - «Пески Петербурга» и «Я хотел петь» записывались специально для этого альбома, но в его издание 1993 года по неизвестным причинам не вошли.
  - «Они назовут это блюз» и «Ей не нравится (То, что принимаю я)» записывались в тот же период, что и основной цикл песен альбома, но не для него. Обе эти песни вошли позднее в антологию «Кунсткамера», причём «Ей не нравится» отличается от альбомного бонус-трека текстом и, отчасти, музыкальным сопровождением.